# Текомария капская
Текомария капская (лат. Tecomaria capensis) — многолетний кустарник рода Текомария (Tecomaria) семейства Бигнониевые (Bignoniaceae). В природе произрастает в восточной и южной части Южной Африки, в культуре открытого грунта распространена повсеместно в регионах с положительными зимними температурами, широко выращивается в качестве декоративного растения. В литературе и интернет источниках часто встречается под устаревшим названием текомы капской.

## Название
Ботаническое родовое название tecoma является производным от слова «текомашочитль» (tecomaxochitl), заимствованного из языковой группы науатль мексиканских индейцев. В переводе оно означает «цветок в форме кувшина» и образовано от корней слов tecomatl (текоматль, керамический горшок или кувшин специфической формы, использовавшийся ацтеками в военном деле), xochitl (шочитль, цветок) и суффикса -tl (-тль, признак существительного в единственном числе). Некоторые систематики полагают что сами индейцы вряд ли использовали это название для текомы и гораздо более правдоподобной версией считается что таковыми были представители рода соландра с очень крупными чашевидными цветками.
Видовое название capensis дано по региону Капской провинции ЮАР, где растение было впервые обнаружено и описано Тунбергом.
Бытовые названия — trompeta, trompetilla, gloria, san pedro, anjel, flor amarilla.

## Ботаническое описание
Кустарники или полукустарники, иногда с лазающими (лианоподобными) побегами, ветви тонкие и гибкие.
Листья супротивные, сложные, непарноперистые, обычно с 7-11 листочками. Листочки эллиптические или округлые, кончик закругленный или тупой за исключением верхнего листочка с заостренным кончиком, нижняя часть листочков округло или угловато клиновидная. Листочки сидячие, около 1,5 см. в длину и 1 см. в ширину. Опушенные как минимум вдоль основных жилок, пористые. Край пильчатый.
Соцветие — кисть или метёлка.
Чашечка кубковидная, пятизубчатая, 5-7 мм. в длину, 4-5 мм шириной, в большей или меньшей степени опушенная. Венчик оранжевый или красно-оранжевый, трубчатый, слегка изогнутый, 3,5-5 см длиной, 0,6 — 0,7 см шириной в области зева, практически гладкий, доли реснитчатые. Тычинки примерно одинакового размера, сросшиеся в основании. Пестик 5,5 — 6,5 м длиной, завязь вытянутая, гладкая.
Плод — линейная коробочка (в неотропиках семена завязываются редко), 7-12 см длиной, 7-10 мм. в ширину. Поверхность створок морщинистая.
Семена расположены в два ряда, уплощенные, с пленчатыми крылышками.

## Распространение и экология
Природный ареал охватывает территорию Южной Африки и прилегающие южные регионы Мозамбика.

## Классификация

### Таксономическое положение[5]
Tecomaria capensis Thunb. Spach, 1840, Hist. Nat. Vég. 9: 137
Вид Текомария капская относится к роду Текомария семейства Бигнониевые (Bignoniaceae) порядка Ясноткоцветные (Lamiales). Кладограмма в соответствии с Системой APG IV:
|  |                                      |  |                                   |                                   |                       |  | ещё 23 семейства | ещё 23 семейства |                   |  |  |  | еще 1 вид |
|  |                                      |  |                                   |                                   |                       |  | ещё 23 семейства | ещё 23 семейства |                   |  |  |  | еще 1 вид |
|  |                                      |  |                                   | порядок Лютикоцветные             |                       |  |                  |                  | род Текомария     |  |  |  |           |
|  |                                      |  |                                   | порядок Лютикоцветные             |                       |  |                  |                  | род Текомария     |  |  |  |           |
|  | отдел Цветковые, или Покрытосеменные |  |                                   |                                   | семейство Бигнониевые |  |                  |                  | Текомария капская |  |  |  |           |
|  | отдел Цветковые, или Покрытосеменные |  |                                   |                                   | семейство Бигнониевые |  |                  |                  |                   |  |  |  |           |
|  |                                      |  | ещё 63 порядка цветковых растений | ещё 63 порядка цветковых растений |                       |  |                  | ещё 79 родов     | ещё 79 родов      |  |  |  |           |
|  |                                      |  |                                   | ещё 63 порядка цветковых растений |                       |  |                  |                  | ещё 79 родов      |  |  |  |           |